# Glacier des Grandes-Murailles
Le glacier des Grandes-Murailles se trouve en Vallée d'Aoste, à la fin du Valpelline, à la frontière avec le Valais. Sa masse se forme le long de la crête qui relie la dent d'Hérens avec la tête de Valpelline.
De ce glacier naît une des deux rivières qui forment le Buthier, qui parcourt ensuite le Valpelline, après s'être uni au Buthier du Tsa de Tsan, qui descend du glacier du même nom.
Au pied de ce glacier se trouve le refuge Aoste.